# Неверов Бор
Неверов Бор — посёлок в Череповецком районе Вологодской области.
Входит в состав Судского сельского поселения, с точки зрения административно-территориального деления — в Судский сельсовет.
Расстояние по автодороге до районного центра Череповца — 46 км, до центра муниципального образования Суды — 7 км. Ближайшие населённые пункты — Малое Ново, Большое Ново, Леонтьевка.
По переписи 2002 года население — 184 человека (83 мужчины, 101 женщина). Преобладающая национальность — русские (97 %).